# Томмі Коллінз (боксер, 1929)
Томмі Коллінз  (англ. Tommy Collins; 1929— 1996) — американський професійний боксер ірландського походження.
Тимчасовий чемпіон світу за версією NBA (Національна боксерська асоціація) у напівлегкій вазі (1952—1953).

## Боксерська кар'єра
У професійному боксі дебютував у напівлегкій вазі 26 листопада 1946 року з перемоги за очками над Джином Гомесом. У наступних одинадцяти поєдинках здобував перемогу достроково, нокаутувавши супротивників.
26 листопада 1951 року в Бостоні виборов титул чемпіона Нової Англії у напівлегкій вазі, нокаутувавши Джої Кема у першому раунді. У січні 1952 року виграв і бій-реванш, нокаутувавши Джої Кема у другому раунді.
25 серпня 1952 року в Бостоні провів бій за звання тимчасового чемпіона світу за версією NBA у напівлегкій вазі проти Глена Фленегана, оскільки чинний чемпіон світу за версією NBA Сенді Седдлер на той час перебував на військовій службі. Одноголосним рішенням суддів перемогу і звання тимчасового чемпіона світу за версією NBA у напівлегкій вазі здобув Томмі Коллінз.
24 квітня 1953 року претендував на титул чемпіона світу у легкій вазі в поєдинку проти чинного чемпіона світу Джиммі Картера. Коллінз більше десяти разів опинявся на підлозі, тому його команда у четвертому раунді була змушена припинити бій. Перемогу технічним нокаутом здобув Картер.
У грудні 1954 року провів свій останній бій і завершив боксерську кар'єру.